# Something New (The Beatles)
Something New è il quinto album in studio dei Beatles pubblicato negli Stati Uniti nel 1964.

## Brani
Le tracce che compongono l'album provengono dall'album A Hard Day's Night oltre a Slow Down e Matchbox, due tracce dell'EP Long Tall Sally e la versione cantata in lingua tedesca di I Want to Hold Your Hand. Il disco venne pubblicato sia in formato mono che in formato stereo. Questa fu la prima volta che un album dei Beatles venne mixato in formato stereo. La versione mono contiene versioni lievemente differenti di Any Time At All, I'll Cry Instead, When I Get Home, e And I Love Her..
Nel 2004 l'album è stato ristampato per la prima volta in formato CD come parte del cofanetto The Capitol Albums, Volume 1.

## Accoglienza
L'album restò per nove settimane alla posizione numero 2 della classifica Billboard 200, dietro all'album A Hard Day's Night che stazionava al primo posto.

## Tracce
Tutti i brani sono scritti da John Lennon e Paul McCartney, eccetto dove indicato diversamente.
Lato 1
1. I'll Cry Instead
2. Things We Said Today
3. Any Time at All
4. When I Get Home
5. Slow Down (Larry Williams)
6. Matchbox (Carl Perkins)

Lato 2
1. Tell Me Why
2. And I Love Her
3. I'm Happy Just to Dance with You
4. If I Fell
5. Komm, Gib Mir Deine Hand (Lennon/McCartney/Nicolas/Heller)